# Риверос, Хайме
Хайме Эдуардо Риверос Валенсуэла (исп. Jaime Eduardo Riveros Valenzuela; родился 27 ноября 1970, Кинта-де-Тилькоко, Чили) — чилийский футболист, выступавший на позиции полузащитника. Известен по выступлениям за клубы «Сантьяго Уондерерс», «Кобрелоа» и сборную Чили. В 2014 году тренировал клуб «Депортес Санта-Крус».

## Клубная карьера
Риверос — воспитанник клуба «О’Хиггинс». В 1992 году он дебютировал в чилийской Примере. В том же году для получения игровой практики Хайме на правах аренды выступал за «Депортес Санта-Крус». 1995 году Риверос перешёл в «Кобрелоа», быстро став лидером команды. За пять сезонов в составе клуба он провёл около 200 матчей во всех турнирах, забивая почти в каждом втором. В 2001 году Хайме присоединился к «Сантьяго Уондерерс», в своём дебютном сезоне он помог команде выиграть чемпионат, который они не могли выиграть с 1968 года. Сам Риверос был признан футболистом года в Чили. В 2004 году он забил 24 гола в 15 матчах и занял второе место в списке бомбардиров. Также трансфер Хайме был признан «Сантьяго Уондерерс» лучшим подписанием в истории клуба.
После удачного выступления за «Сантьяго Уондерерс» Риверос привлёк внимание более именитых клубов и в 2005 году перешёл в «Универсидад де Чили». Но в новой команде, он не смог выиграть конкуренцию и забил всего 2 мяча в 16 матчах.
Летом того же года Хайме покинул Чили и присоединился к колумбийскому «Депортиво Кали». В своём дебютном сезоне он помог клубу выиграть чемпионат, но его вклад в итоговый успех был небольшой. В 2006 году Риверос вернулся в «Сантьяго Уондерерс», но и там не смог реанимировать карьеру и спустя полгода подписал контракт с «Уачипато». В новом клубе Хайме быстро стал лидером, а также одним из лучших бомбардиров команды. Несмотря на успешную игру, в конце 2007 года контракт с ним не был продлён по причине возраста. В начале 2008 года Риверос подписал соглашение с «Эвертоном» из Винья-дель-Мар. В том же году он помог новой команде выиграть чемпионат. 30 апреля 2009 года в матче Кубка Либертадорес против мексиканской «Гвадалахары» Риверос забил гол в возрасте 38 лет.
В начале 2010 года Хайме перешёл в команду Примеры B «Унион Темуко». 30 января в матче против «Рейнджерс» он дебютировал за новую команду. 28 марта в поединке против «Рейнджерс» Риверос сделал «дубль», забив свои первые голы за «Унион Темуко». Летом того же года Хайме вернулся в элиту, подписав контракт с «Палестино». 28 августа в матче против «Сантьяго Морнинг» он дебютировал за новую команду. 20 марта 2011 года в поединке против «Универсидад де Консепсьон» Риверос забил свой первый гол за «Палестино». В конце сезона он завершил карьеру в возрасте 40 лет.

## Международная карьера
4 января 1997 года в товарищеском матче против сборной Армении Риврос дебютировал за сборную Чили. В этом же поединке он сделал «дубль», забив свои первые голы за национальную команду. В 1997 году Хайме принял участие в розыгрыше Кубка Америки. На турнире он сыграл в матчах против сборных Эквадора и Аргентины.

### Голы за сборную Чили
| #   | Дата           | Место                                    | Противник | Счет | Соревнование                     |
| --- | -------------- | ---------------------------------------- | --------- | ---- | -------------------------------- |
| 01. | 4 января 1997  | Саусалито, Винья-дель-Мар, Чили          | Армения   | 7:0  | Товарищеский матч                |
| 02. | 4 января 1997  | Саусалито, Винья-дель-Мар, Чили          | Армения   | 7:0  | Товарищеский матч                |
| 03. | 29 января 2000 | Франсиско Санчес Руморосо, Кокимбо, Чили | США       | 1:2  | Товарищеский матч                |
| 04. | 7 ноября 2001  | Эль Кампин, Богота, Колумбия             | Колумбия  | 3:1  | Чемпионат мира 2002 квалификация |

## Достижения
Командные
 «Сантьяго Уондерерс»
- Чемпионат Чили по футболу — 2001

 «Депортиво Кали»
- Чемпионат Колумбии по футболу — Финалисасьон 2005

 «Уачипато»
- Чемпионат Чили по футболу — Апертура 2008

Индивидуальные
- Футболист года в Чили — 2001